# Рідсвілл (Західна Вірджинія)
Рідсвілл (англ. Reedsville) — місто (англ. town) в США, в окрузі Престон штату Західна Вірджинія. Населення — 530 осіб (2020).

## Географія
Рідсвілл розташований за координатами 39°30′37″ пн. ш. 79°48′2″ зх. д. / 39.51028° пн. ш. 79.80056° зх. д. (39.510288, -79.800559).  За даними Бюро перепису населення США в 2010 році місто мало площу 1,68 км², уся площа — суходіл.

## Демографія
Згідно з переписом 2010 року, у місті мешкали 593 особи в 256 домогосподарствах у складі 160 родин. Густота населення становила 353 особи/км².  Було 281 помешкання (167/км²).
Расовий склад населення:
| - 98,5 % — білих - 0,5 % — чорних або афроамериканців |

До двох чи більше рас належало 1,0 %. Частка іспаномовних становила 0,2 % від усіх жителів.
За віковим діапазоном населення розподілялося таким чином: 21,2 % — особи молодші 18 років, 68,0 % — особи у віці 18—64 років, 10,8 % — особи у віці 65 років та старші. Медіана віку мешканця становила 35,8 року. На 100 осіб жіночої статі у місті припадало 99,0 чоловіків;  на 100 жінок у віці від 18 років та старших — 97,0 чоловіків також старших 18 років.
Середній дохід на одне домашнє господарство  становив 43 309 доларів США (медіана — 34 943), а середній дохід на одну сім'ю — 47 131 долар (медіана — 36 667). За межею бідності перебувало 22,4 % осіб, у тому числі 52,7 % дітей у віці до 18 років та 2,0 % осіб у віці 65 років та старших.
Цивільне працевлаштоване населення становило 219 осіб. Основні галузі зайнятості: освіта, охорона здоров'я та соціальна допомога — 26,5 %, виробництво — 14,2 %, мистецтво, розваги та відпочинок — 10,0 %, роздрібна торгівля — 8,2 %.